# Silene martinolii
Silene martinolii är en nejlikväxtart som beskrevs av E. Bocchieri och B. Mulas. Silene martinolii ingår i släktet glimmar, och familjen nejlikväxter. Inga underarter finns listade i Catalogue of Life.